# Binjiang (köpinghuvudort i Kina, Jiangxi Sheng, lat 27,78, long 114,55)
Binjiang är en köpinghuvudort i Kina. Den ligger i provinsen Jiangxi, i den sydöstra delen av landet, omkring 160 kilometer sydväst om provinshuvudstaden Nanchang. Antalet invånare är 45 220. Befolkningen består av 21 937 kvinnor och 23 283 män. Barn under 15 år utgör 24,0 %, vuxna 15-64 år 66 %, och äldre över 65 år 8,0 %.
Runt Binjiang är det ganska tätbefolkat, med 222 invånare per kvadratkilometer. Närmaste större samhälle är Yichunshi, 16,7 km väster om Binjiang. Trakten runt Binjiang består till största delen av jordbruksmark.
Genomsnittlig årsnederbörd är 2 315 millimeter. Den regnigaste månaden är maj, med i genomsnitt 349 mm nederbörd, och den torraste är oktober, med 28 mm nederbörd.